# Isaiah Washington
Isaiah Washington (Houston, 3 agosto 1963) è un attore statunitense.

## Biografia
Cresce orfano del padre, che è stato ucciso quando aveva 13 anni, e si diploma alla Willowridge High school per poi continuare gli studi, in Teatro, alla Howard University. Prima di dedicarsi al cinema ha cercato di fare carriera nell'esercito americano dove sognava di diventare il secondo “Generale Washington". Il 14 febbraio 1999 ha sposato Jenisa Marie Garland da cui ha avuto tre figli. È divenuto famoso grazie al personaggio di Preston Burke nella serie tv Grey's Anatomy, anche se già dagli anni 90 inizia a farsi conoscere in qualità di attore feticcio del regista Spike Lee, apparendo nelle pellicole Crooklyn, Clockers, Girl 6 - Sesso in linea e Bus in viaggio.
È altrettanto conosciuto in televisione anche per il ruolo del Cancelliere Thelonious Jaha nella serie televisiva The 100.

### Controversia in Grey's Anatomy
Durante la terza stagione, Washington fu al centro di una notizia trapelata dal backstage, quando nell'ottobre del 2006 si diffuse la notizia secondo la quale Washington, durante una lite, aveva afferrato per il collo l'attore Patrick Dempsey. La lite si era scatenata a causa di alcune offese da parte di Washington nei confronti dell'attore T. R. Knight circa la sua sessualità. Poco dopo i dettagli sulla situazione divennero pubblici e Knight dichiarò di essere gay. La situazione sembrò in qualche modo risolta quando Washington chiese pubblicamente scusa ammettendo di aver usato parole inappropriate durante un alterco.
La controversia si rianimò quando il cast apparve alla consegna del Golden Globe nel gennaio del 2007. Intervistato sul tappeto rosso prima di entrare nel teatro, Washington scherzò dicendo: "Io amo i gay. Io volevo essere gay. Per favore fatemi diventare gay." Dopo che lo show vinse come miglior dramma, Washington, in risposta alle domande della stampa sulla lite avvenuta con Dempsey, disse di non aver mai definito Knight un "frocio" (a faggot), comunque in un'intervista ammise di aver usato l'ingiuria.
Dopo essere stato rimproverato dalla ABC fece una nuova dichiarazione dove chiedeva nuovamente scusa per l'ingiuria, dichiarando di aver bisogno d'aiuto per dover convivere con un'affermazione che doveva esaminare nella sua stessa anima. Il 30 gennaio 2007 una fonte disse che l'attore sarebbe tornato nel cast di Grey's Anatomy.
Ecco per intero le sue scuse: “Chiedo scusa a T.R., ai miei colleghi, ai fan dello show e in particolare alle comunità gay e lesbiche per aver usato ciò che è inaccettabile in ogni contesto e circostanza. [...] Non posso né difendere né spiegare il mio atteggiamento. Non posso neanche negare a me stesso che ci sono uscite che ovviamente devo esaminare con la mia stessa anima, e chiedo aiuto. Conosco il potere delle parole, in particolare quelle cattive. Capisco che usarne una carica di offesa ho offeso più che T.R. e i miei colleghi. Con una parola, ho fatto del male a coloro i quali combattono per un rispetto che molti di noi considerano una garanzia. Accolgo con piacere la possibilità di incontrarmi con i leader delle comunità omosessuali per chiedere scusa personalmente e parlare su come posso fare per guarire le ferite che ho aperto. Il coraggio di T.R. in questa situazione parla a nome della sua fortissima personalità. [...]
In ogni caso il 7 giugno 2007 l'ABC ha annunciato di non voler rinnovare il contratto di Washington e che sarebbe uscito dallo show. Washington, nel tardo giugno del 2007, asserì che il motivo del suo licenziamento era dovuto al razzismo. Il 2 luglio 2007 apparve al Larry King Live sulla CNN, per presentare la sua opinione sulla controversia. Secondo Washington, lui non ha mai usato quella parola riferendosi a T. R. Knight, ma che era venuta fuori in una discussione con Dempsey.

## Filmografia

### Cinema
- Strictly Business, regia di Kevin Hooks (1991)
- Crooklyn, regia di Spike Lee (1994)
- Stonewall, regia di Nigel Finch (1995)
- Clockers, regia di Spike Lee (1995)
- Dollari sporchi (Dead Presidents), regia di Albert e Allen Hughes (1995)
- Girl 6 - Sesso in linea (Girl 6), regia di Spike Lee (1996)
- Bus in viaggio (Get on the Bus), regia di Spike Lee (1996)
- Bulworth - Il senatore (Bulworth), regia di Warren Beatty (1998)
- Fino a prova contraria (True Crime), regia di Clint Eastwood (1999)
- Out of Sight, regia di Steven Soderbergh (1999)
- Romeo deve morire (Romeo Must Die), regia di Andrzej Bartkowiak (2000)
- Ferite mortali (Exit Wounds), regia di Andrzej Bartkowiak (2001)
- Welcome to Collinwood, regia di Anthony e Joe Russo (2002)
- Nave fantasma (Ghost Ship), regia di Steve Beck (2002)
- Hollywood Homicide, regia di Ron Shelton (2003)
- Sex Crimes 2 - Pronte a tutto (Wild Things 2), regia di Jack Perez (2004)
- La casa maledetta (Dead Birds), regia di Alex Turner (2004)
- La banda del porno - Dilettanti allo sbaraglio! (The Amateurs), regia di Michael Treager (2005)
- Cate McCall - Il confine della verità (The Trials of Cate McCall), regia di Karen Moncrieff (2013)
- Blue Caprice, regia di Alexandre Moors (2013)

### Televisione
- Law & Order - I due volti della giustizia (Law & Order) – serie TV, episodio 2x08 (1991)
- Homicide (Homicide: Life on the Streets) – serie TV, episodio 2x03 (1994)
- NYPD - New York Police Department (NYPD Blue) – serie TV, episodio 3x01 (1995)
- Living Single – serie TV, episodi 4x07, 4x10, 4x12 (1996)
- New York Undercover – serie TV, episodi 2x18, 2x19, 2x23 (1996)
- Ally McBeal – serie TV, episodi 1x20, 1x21 (1998)
- Always Outnumbered - Giustizia senza legge (Always Outnumbered) film TV
- Soul Food – serie TV, 4 episodi (2000)
- Il tocco di un angelo (Touched by an Angel) – serie TV, episodio 7x13 (2001)
- La valle dei pini (All My Children) – soap opera, episodio del 5 luglio (2001)
- Grey's Anatomy – serie TV, 62 episodi (2005-2007; 2014) – Dr. Preston Burke
- Bionic Woman – serie TV, 5 episodi (2007)
- The Cleaner – serie TV, episodio 1x9 (2008)
- Law & Order: LA (Law & Order: Los Angeles) – serie TV, episodio 1x19 (2011)
- The 100 – serie TV, 44 episodi (2014-2018)
- Blue Bloods – serie TV, episodio 7x18 (2017)
- Bull – serie TV, episodio 1x19 (2017)

## Doppiatori italiani
Nelle versioni in italiano delle opere in cui ha recitato, Isaiah Washington è stato doppiato da:
- Massimo Bitossi in Grey's Anatomy, Bionic Woman, The 100
- Simone Mori in Bulworth - Il senatore, Ferite mortali
- Patrizio Prata ne La banda del porno - Dilettanti allo sbaraglio!, The Cleaner
- Roberto Pedicini in Clockers
- Marco Balbi in Ally McBeal
- Massimo Corvo in Romeo deve morire
- Luca Ward in Bus in viaggio
- Massimo De Ambrosis in Out of Sight
- Saverio Indrio in Fino a prova contraria
- Alberto Angrisano in Welcome to Collinwood
- Franco Mannella in Nave fantasma
- Francesco Prando in Hollywood Homicide
- Enrico Di Troia in Dead Trigger
- Ugo Maria Morosi in Blue Bloods
- Pierluigi Astore in Bull